# Elon John Farnsworth
Elon John Farnsworth, né le 30 juillet 1837 dans le comté de Livingston, État du Michigan et mort le 3 juillet 1863 à Gettysburg, État de Pennsylvanie, est un brigadier général de l'Union. Il est enterré à Rockton, État de l'Illinois.

## Avant la guerre
Elon John Farnsworth grandit dans une ferme dans le comté de Livingston avant que ses parents ne déménagent dans l'Illinois à Rockton en 1854. En 1855, il entre à l'université du Michigan où il suit un cursus scientifique. Il entre dans la fraternité étudiante Chi Psy. Il en est expulsé à la suite d'une rixe sous l'emprise de l'alcool où un autre étudiant est tué par défenestration.
Il part alors dans l'Ouest où il ravitaille, en tant que civil, l'armée américaine, lors de la guerre de l'Utah jusqu'en 1859. Il prend part ensuite à la chasse aux bisons dans le territoire du Colorado et fait du transport de fret pour les mines de Pike's Peak.
Il est breveté second lieutenant le  et est promu à ce grade le 2 octobre 1854

## Guerre de Sécession

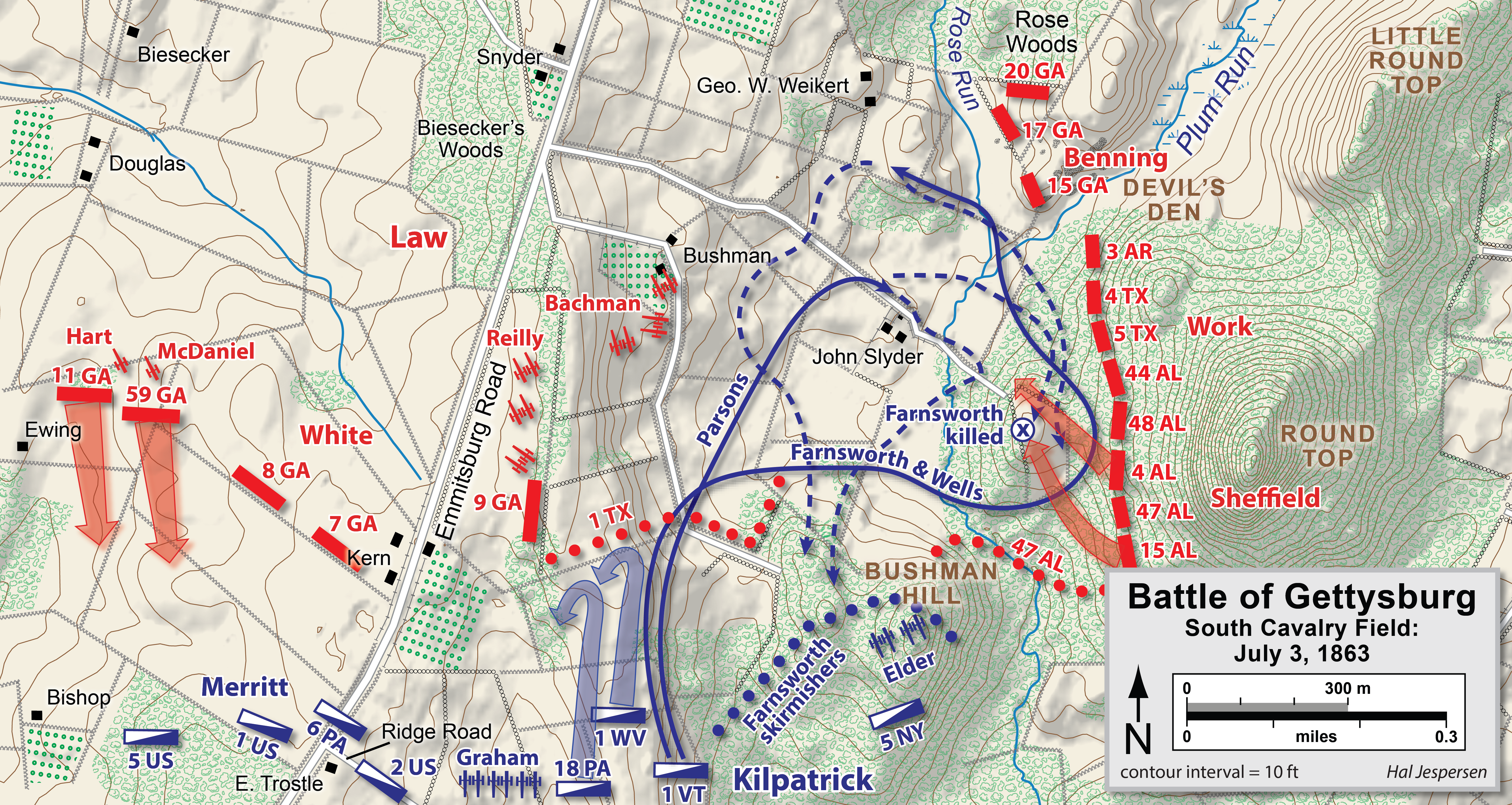
Carte des combats lors de la bataille de Gettysburg, où l'on peut voir l'endroit où Farnsworth a été tué.

Elon John Farnsworth est nommé premier lieutenant du 8th Illinois cavalry le 18 septembre 1861. Il est alors officier d'intendance dans le régiment commandé par son oncle le colonel John Farnsworth.
Il est promu capitaine le 25 décembre 1861. Il est élu capitaine de la compagnie K avec 66 voix sur 67 suffrages. Il prend part activement à différents combats : bataille de Yorktown, bataille de Mechanicsville, bataille de Hanover Court House, Bataille de Gaines's Mill...
Lors de la campagne de Chancellorsville, il participe au sein du régiment du général George Stoneman au raid éponyme sur les arrières confédérés. Son commandement du 8th Illinois cavalry lors de la première partie de la bataille de Brandy Station est remarqué.
Le major général Alfred Pleasonton, commandant le nouveau corps de cavalerie, prend Elon J. Farnsworth dans son état-major au début de la campagne de Gettysburg. L'ascension du grade de capitaine au grade de brigadier général est vraisemblablement dû à une manœuvre du général Pleasonton. Ce dernier cherchant à récupérer la division de cavalerie du général Julius Stahel alors affectée à la défense de Washington, il écrit, le 23 juin 1863, une lettre à John Farnsworth, alors membre du Congrès, dénigrant les capacités de commandement de Stahel. Cette lettre est accompagnée d'une note d'Elon J. Farnsworth qui informe son oncle de l'intention qu'aurait Alfred Pleasonton de le promouvoir au rang de brigadier général. Cinq jours plus tard, le département à la guerre relève de son commandement le général Stahler et place les 4 000 cavaliers de Stahler sous les ordres de Pleasonton. Le même jour, Pleasonton place Elon J. Farnsworth au commandement de ces deux brigades qui font dorénavant partie de l'armée du Potomac. Il est alors nommé brigadier général des volontaires le 29 juin 1863 alors qu'il n'a jamais commandé plus d'une compagnie auparavant.  Le général Pleasonton lui prête alors sa veste de brigadier général, trois jours avant le début de la bataille de Gettysburg.
Lors de la bataille de Hanover, il repousse avec sa brigade les troupes du général James Ewell Brown Stuart hors de la ville à la tête de le 1st brigade de la 3rd division du corps de cavalerie,.
Le 1er juillet 1863, il participe, sans succès, au sein de la division du général Judson Kilpatrick à la poursuite des troupes du général Stuart. Le 2 juillet 1863, lors de la bataille d'Hunterstown, il soutient le général Custer dans l'affrontement avec la brigade de cavalerie confédérée du général Wade Hampton. Le soir des combats, sa brigade est transférée pour faire face à l'aile droite de la division du général John Bell Hood au sud de Big Round Top. Il reçoit alors l'ordre du général Kilpatrick d'effectuer une charge montée contre une ligne d'infanterie bien placée au sud de Devil's Den (le repaire du diable). 
Bien qu'ayant protesté contre cet ordre qu'il considère comme suicidaire, il commande la charge après que le général Kilpatrick a mis en cause son courage. La charge échoue et subit de lourdes pertes. Il échappe à la première charge mais perd un quart de ses hommes. Il charge une nouvelle fois les confédérés. Elon J. Farnsworth est touché à cinq reprises et s'effondre. Il est tué lors de la bataille de Gettysburg. Des confédérés préciseront qu'Elon J. Farnswroth s'était tiré une balle dans la tête pour ne pas être fait prisionnier, mais aucune blessure de la sorte n'a été retrouvée sur son corps.
Il aura participé à 41 engagements lors de la guerre de Sécession

## Après la guerre
Un hôtel à Gettysburg a été renommé en son hommage : le Farnsworth House Inn.